# Limeswanderweg (Naturpark Altmühltal)
Der Limeswanderweg, kurz Limesweg, ist ein etwa 115 km langer Streckenwanderweg von Gunzenhausen nach Bad Gögging, der bis zur Donau weitgehend dem Verlauf des Rätischen Limes folgt.

## Wegverlauf
Der Limeswanderweg beginnt in Gunzenhausen an der Altmühlpromenade, streift das Kastell und verläuft in östlicher Richtung, meist exakt dem Limesverlauf folgend. Pfofeld wird nördlich umgangen, Thannhausen südlich. Wenn der Weg das Tal der Schwäbischen Rezat erreicht, verlässt er den Limes nach Süden und erreicht Ellingen.
Vorbei an Kastell Sablonetum und über Höttingen kehrt der Wanderweg zum Limes zurück und überwindet bei der Steinernen Rinne von Rohrbach den Trauf der Fränkischen Alb. Bei Oberhochstatt und Burgsalach werden wieder zwei Kastelle berührt, bevor der Limes – und somit auch der Weg – bei Petersbuch einen deutlichen Knick aufweist.
Über Erkertshofen, Hirnstetten und Pfahldorf wird Kipfenberg im Altmühltal erreicht. Der Wanderweg passiert den geographischen Mittelpunkt Bayerns und streift den Ortsrand von Denkendorf. Hinter Zandt führt eine längere Waldstrecke durch den Köschinger Forst nach Sandersdorf und Altmannstein.
Über Hagenhill und Laimerstadt erreicht der Limes schließlich das Donautal. Der Wanderweg verläuft nach Süden weiter durch Hienheim und überquert die Donau mit der Fähre Eining. Vorbei am Kastell Abusina gelangt der Weg schließlich an seinen Endpunkt Bad Gögging mit der Limestherme.

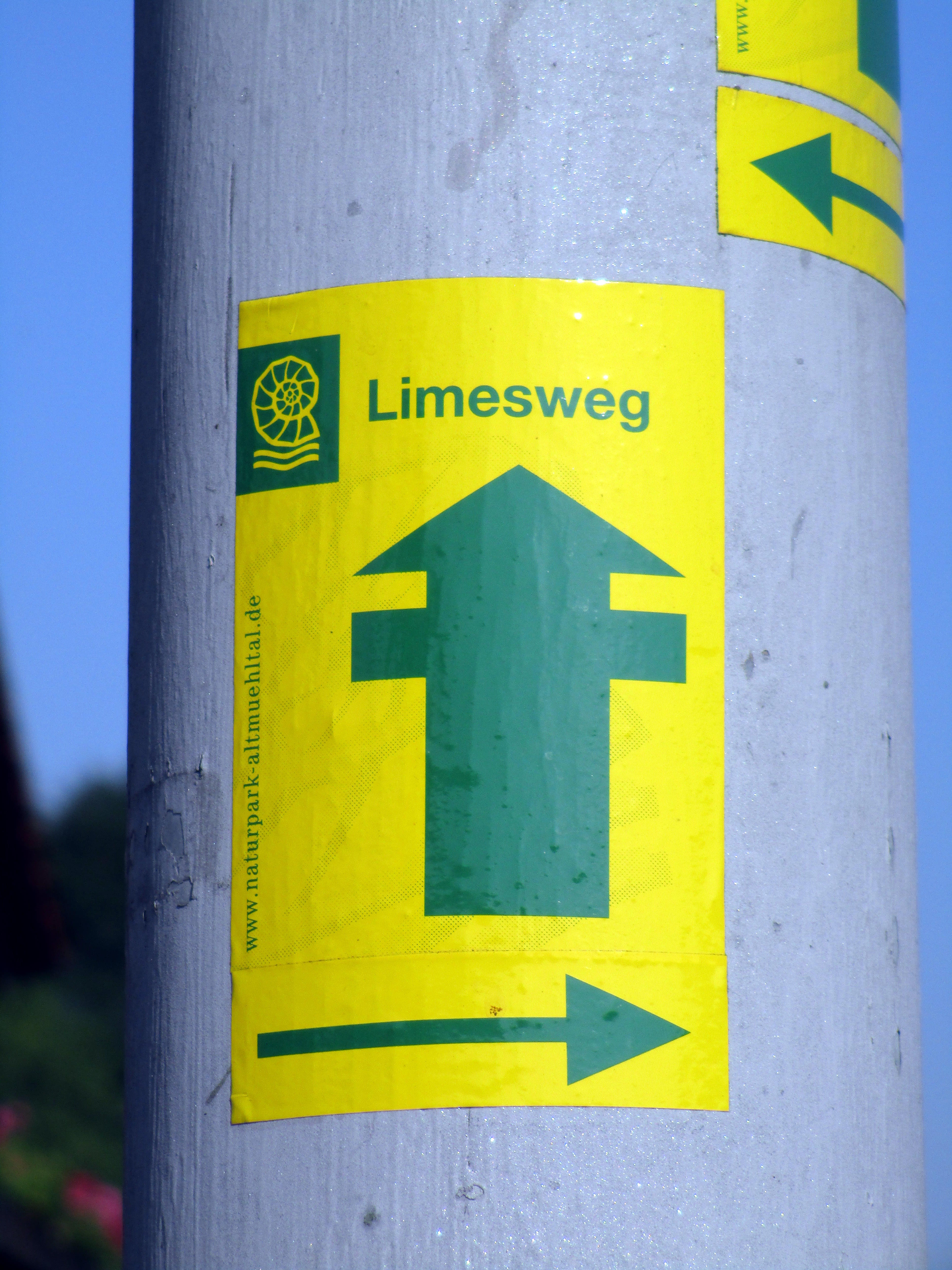

## Wegpflege und Markierung
Wegzeichen ist ein stilisierter römischer Wachtturm in dunkelgrüner Farbe in einem gelben Rechteck. Im oberen Teil des Rechtecks befindet sich das Logo des Naturparks Altmühltal sowie der Text Limesweg.
Der Weg ist in beide Wanderrichtungen markiert, kann also ebenso gut von Bad Gögging nach Gunzenhausen begangen werden.
Die Pflege des Wegs und der Markierung obliegt dem Tourismusverband Naturpark Altmühltal mit Unterstützung des Fränkischen Albvereins.

## Etappen
Nachfolgende Etappenempfehlung wendet sich an geübte und gut trainierte Wanderer:
- Etappe 1: Gunzenhausen – Dorsbrunn – Ellingen. Länge 23 km, Aufstieg 395 m, Abstieg 411 m
- Etappe 2: Ellingen – Höttingen – Oberhochstatt – Erkertshofen. Länge 31 km, Aufstieg 503 m, Abstieg 376 m
- Etappe 3: Erkertshofen – Hirnstetten – Pfahldorf – Kipfenberg – Denkendorf. Länge 22 km, Aufstieg 543 m, Abstieg 573 m
- Etappe 4: Denkendorf – Zandt – Sandersdorf – Altmannstein. Länge 18 km, Aufstieg 364 m, Abstieg 471 m
- Etappe 5: Altmannstein – Hagenhill – Laimerstadt – Hienheim – Eining – Bad Gögging. Länge 22 km, Aufstieg 328 m, Abstieg 358 m

Außerdem gibt es einen 22 km langen Schlaufenweg von Oberhochstatt nach Weißenburg zum Kastell Biriciana und zurück.

## Verbindung zu anderen Limeswegen
Der Weg ist der östlichste einer ganzen Reihe von Limeswanderwegen, die als Deutscher Limes-Wanderweg den Obergermanisch-Rätischen Limes in voller Länge dem Wanderer erschließen. Der Fränkische Albverein hat westlich von Gunzenhausen einen gut 40 km langen Limesweg nach Wilburgstetten an der Wörnitz markiert, wo der Limesweg des Schwäbischen Albvereins anschließt.